# Cratere Maunder (Marte)
Maunder  è un cratere sulla superficie di Marte.
L'asteroide è dedicato all'astronomo britannico Edward Walter Maunder.